# Condado de Bremer
O Condado de Bremer é um dos 99 condados do estado norte-americano de Iowa. A sede do condado é Waverly, que é também a sua maior cidade. O condado tem uma área de 1139 km² (dos quais 4 km² estão cobertos por água), uma população de 24 276 habitantes, e uma densidade populacional de 21,4 hab/km² (segundo o censo nacional de 2010). O condado foi fundado em 1851 e recebeu o seu nome em homenagem a Fredrika Bremer (1801-1865), viajante, poetisa e escritora sueca.